# سانغاي
سانغاي (بالإسبانية: Sangay) ويعرف أيضاً باسم ماكاس هو جبل بركان طبقي يقع في وسط الإكوادور. ويعتبر أنشط البراكين في الإكوادور. يبلغ ارتفاعه حوالي 5300 متر فوق سطح البحر.